# Idactus bicristipennis
Idactus bicristipennis là một loài bọ cánh cứng trong họ Cerambycidae.